# Musée d'histoire naturelle Sternberg
Le musée d'histoire naturelle Sternberg est un établissement géré par l'université d'État de Fort Hays situé dans la ville de Hays, dans l'État américain du Kansas. Le musée compte plus de 3 millions de spécimens et artéfacts divers réunis dans des collections de paléontologie, géologie, histoire, archéologie, ethnologie, botanique, entomologie, ichtyologie, herpétologie, ornithologie et mammalogie.

## Historique
Peu de temps après l'établissement du Kansas State Normal College en 1902 — devenu par la suite l'université d'État d'Emporia — des collections privées de fossiles ont été données à la jeune institution qui allait devenir plus tard l'université d'État de Fort Hays. Une première salle permanente fut construite dans la bibliothèque Picken Hall de l'établissement. En 1914, C.W. Miller est nommé premier conservateur de ces collections.
En 1915, la bibliothèque de Picken Hall nécessitait plus d'espace et les spécimens du musée furent mis de côté. Les administrateurs cherchèrent un moyen de préserver et d'utiliser ces spécimens à des fins d'exposition publique et d'éducation. C'est ainsi que George F. Sternberg a été chargé d'aménager le musée, qui a déménagé son siège social dans le nouveau McCartney Hall. En tant que collectionneur et préparateur de fossiles, Sternberg put réunir du matériel pour les expositions, les recherches et le volet éducatif entraînant une rapide expansion du musée. Ce dernier a passé le reste de sa vie à veiller au maintien et au développement des collections paléontologiques et géologiques tant pour la recherche auprès des chercheurs que de l'information auprès du public.

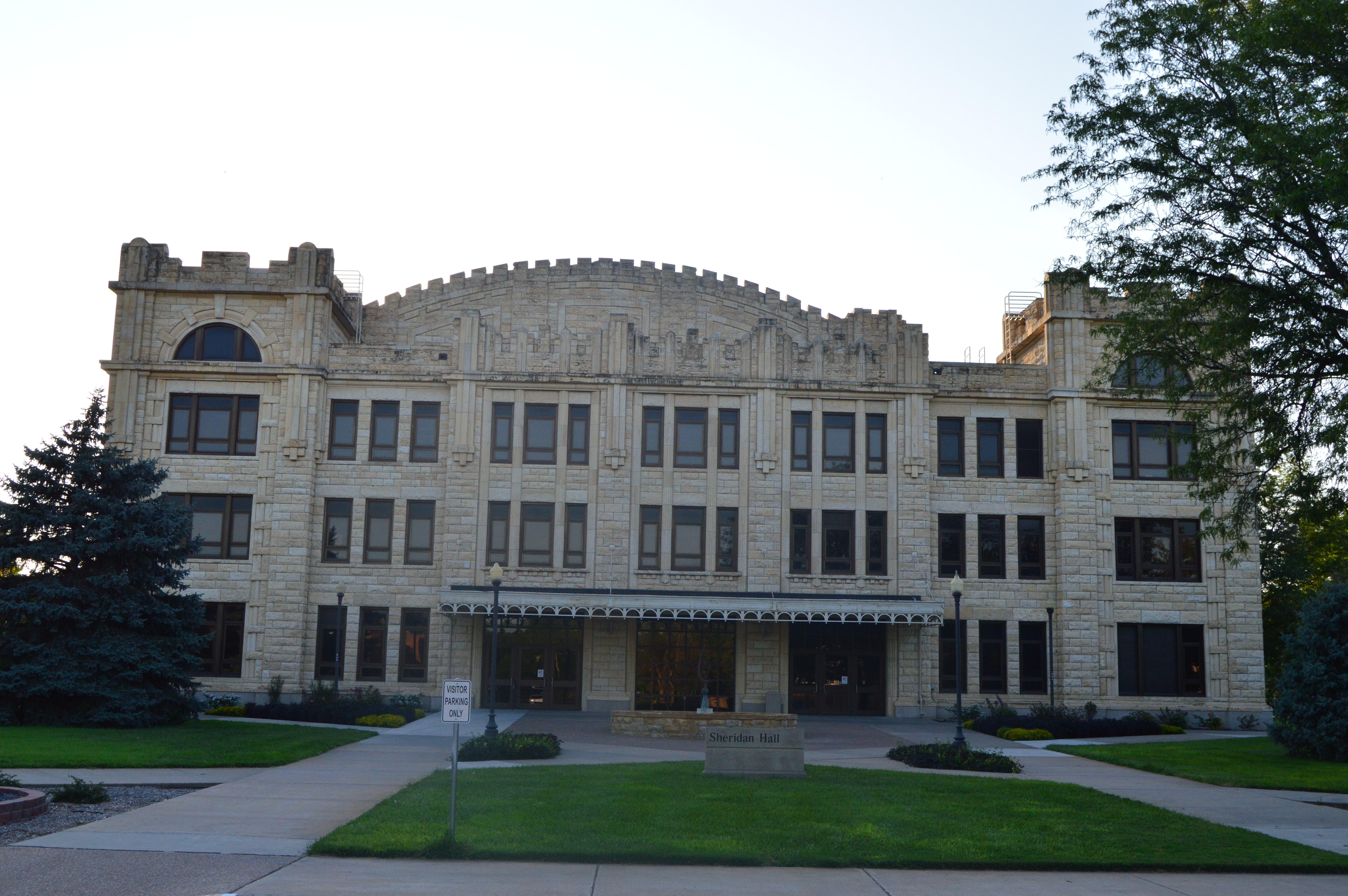
L'université d'État de Fort Hays (entrée du Sheridan Hall) auquel se trouve affilié le musée d'histoire naturelle Sternberg.

Après la mort de Sternberg en 1969, le Sternberg Geology Club a demandé à l'université que la partie publique du musée soit nommée en l'honneur de la famille Sternberg. Dans les années 1970, l'administration du musée commémoratif Sternberg a commencé à mettre l'accent sur le tourisme et l'éducation dans le cadre de l'exploitation du musée. Le campus de l'université d'État de Fort Hays, où se trouve localisées les collections du musée, étant situé dans une plaine inondable, des spécimens ont été endommagés par l'eau à plusieurs reprises. Les collections étant entreposées dans plusieurs bâtiments, il était difficile de les conserver et de contrôler l'environnement. Au milieu des années 1980, l'administration de l'université a reconnu les avantages potentiels de la relocalisation du musée Sternberg dans un lieu offrant plus d'expositions publiques, un espace de recherche et de collection sûr, un accès plus facile et une grande visibilité. Ce n'est toutefois qu'en 1991 que le musée a obtenu le bâtiment dont il avait besoin pour poursuivre sa mission. En fusionnant avec les collections académiques connues sous le nom de musée des hautes plaines et de musée mémorial Sternberg, il est devenu le musée Sternberg d'histoire naturelle. En mars 1999, le Musée d'histoire naturelle Sternberg a rouvert ses portes bénéficiant de plus grandes installations dans de nouveaux bâtiments.

## Collections

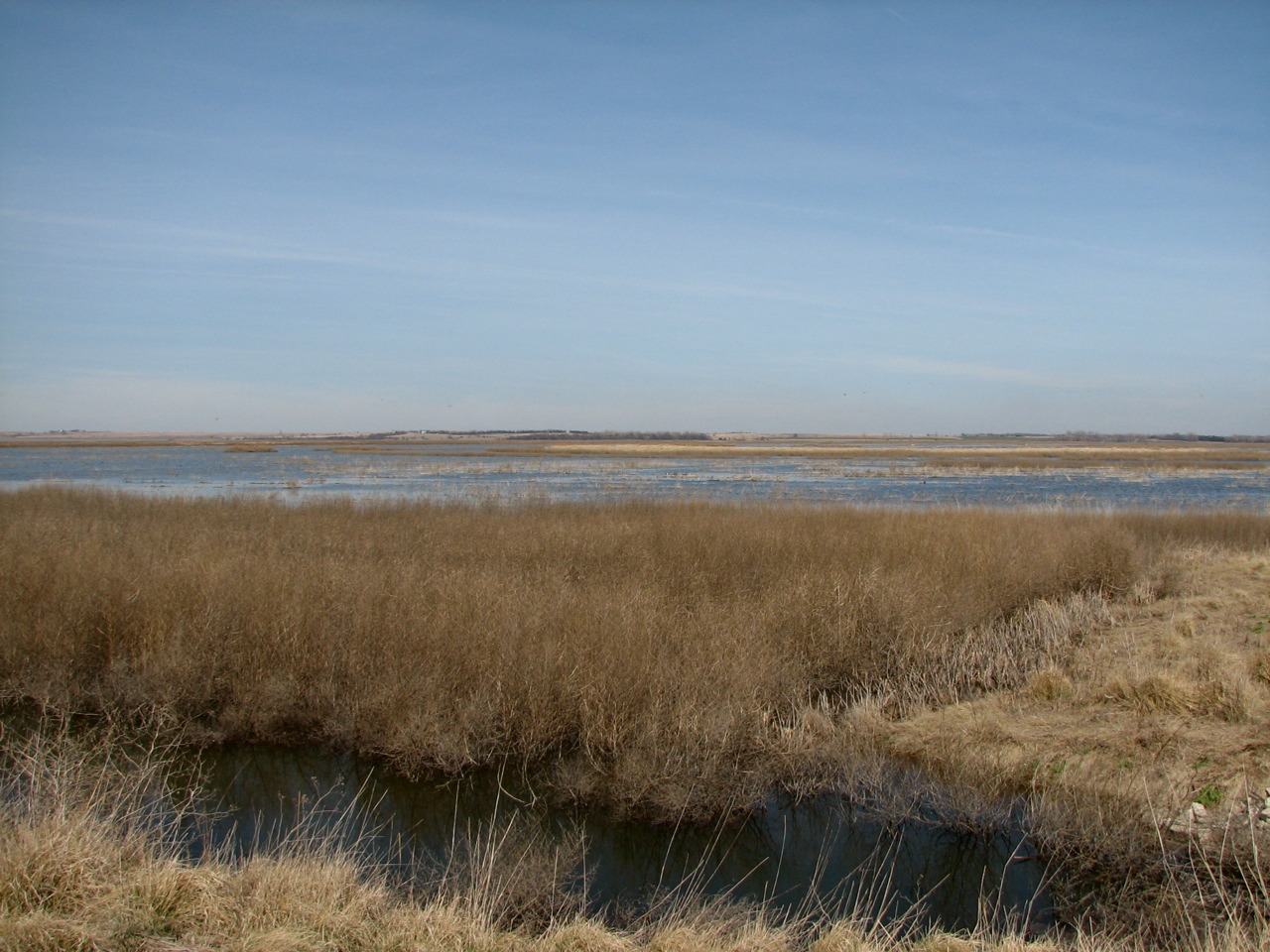
Cheyenne Bottoms, l'un des paysages des Grandes Plaines d'où proviennent la plupart des fossiles du musée.

Le musée abrite des collections totalisant environ 3 millions de spécimens et représentant les disciplines de paléontologie, paléobotanique, géologie, botanique, entomologie, ichtyologie, herpétologie, ornithologie, et mammalogie qui servent à la fois tant pour la recherche que pour les programmes éducatifs et les expositions. Ces spécimens constituent une ressource appréciable pour documenter l'histoire naturelle des Grandes Plaines qui constitue, avec certaines régions adjacentes, le lieu d'où proviennent la plupart des ossements et autres restes fossiles venus enrichir les collections du musée. Des collections de référence d'autres régions sont conservées pour faciliter la recherche taxonomique, systématique et moléculaire et à des fins éducatives. Les premières collections paléontologiques ont été rassemblées par George Sternberg. Les collections botaniques de l'herbier Elam Bartholomew sont le fruit de recherches menées par le mycologue Elam Bartholomew.

### Paléontologie
Une estimation prudente du nombre total de spécimens fossiles serait de 100 000 vertébrés et de 300 000 invertébrés. La collection de paléontologie comprend une grande collection de vertébrés marins du Crétacé de même qu'une collection représentative d'invertébrés marins du Crétacé. Le musée détient la 3e plus grande collection de ptérosaures au monde. Il contient également une grande collection de vertébrés du Miocène et du Pléistocène. Sa collection de paléontologie compte 38 spécimens types.

Collection paléontologique
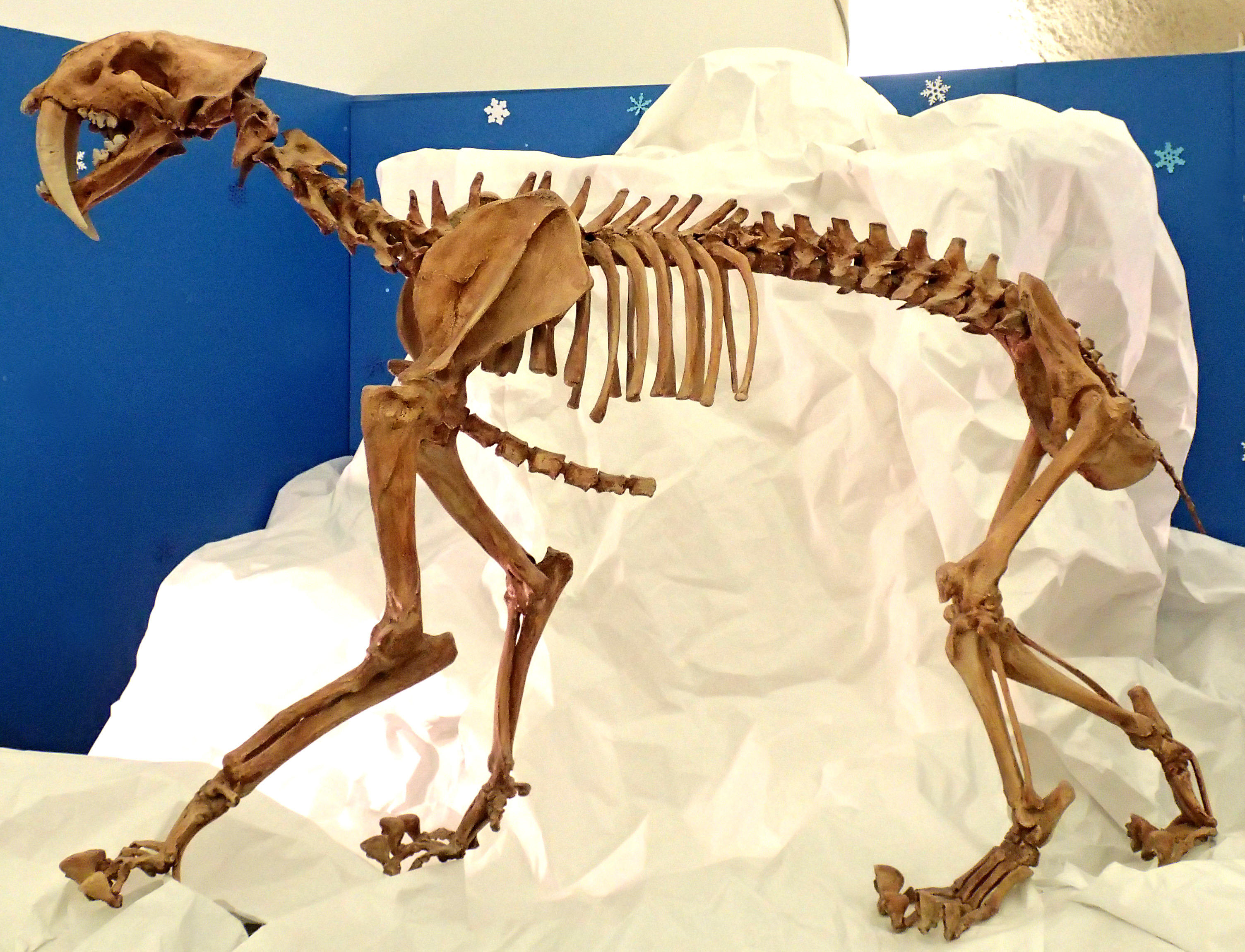
Squelette de tigre à dents de sabre du Pléistocène supérieur.
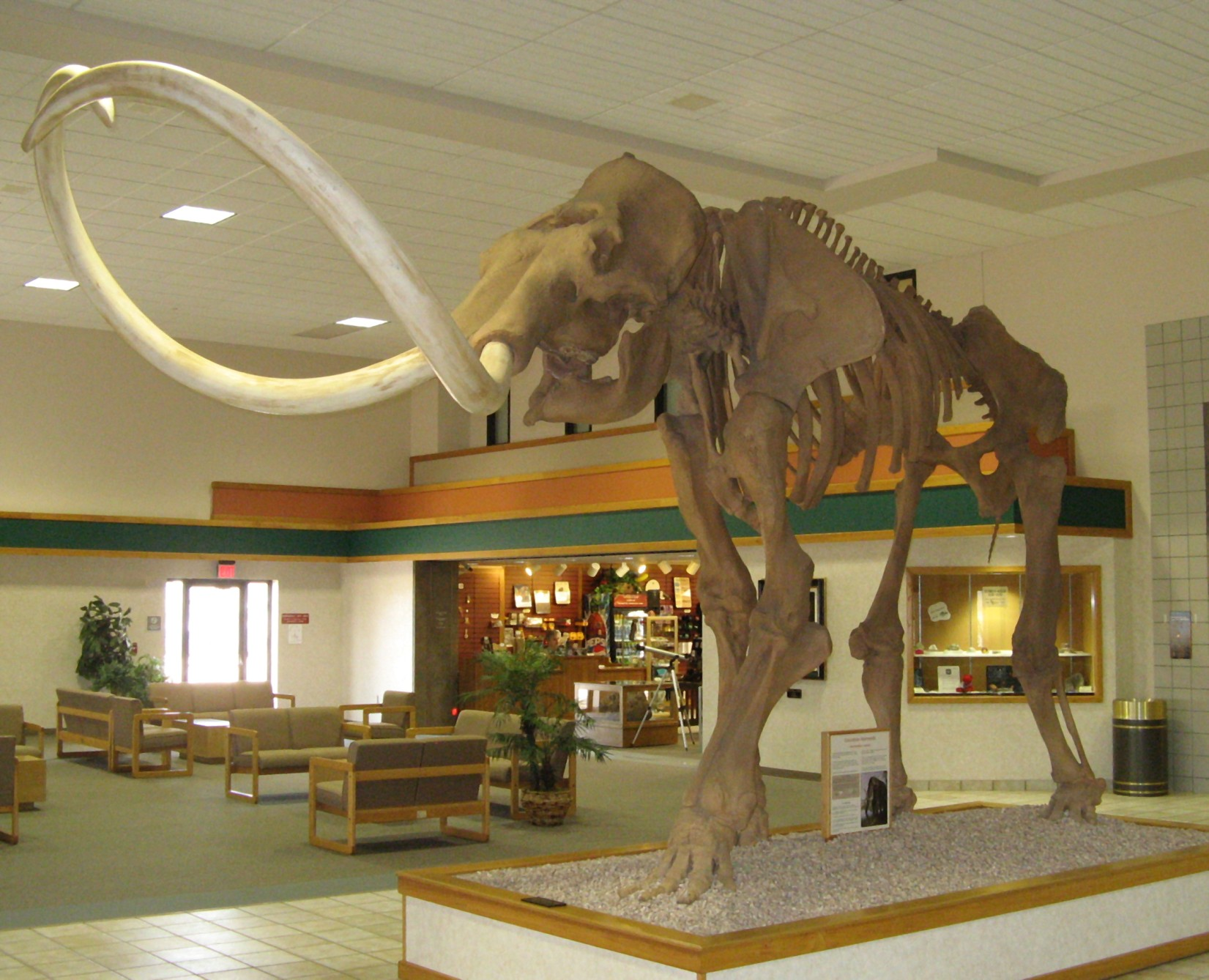
Squelette de mammouth.
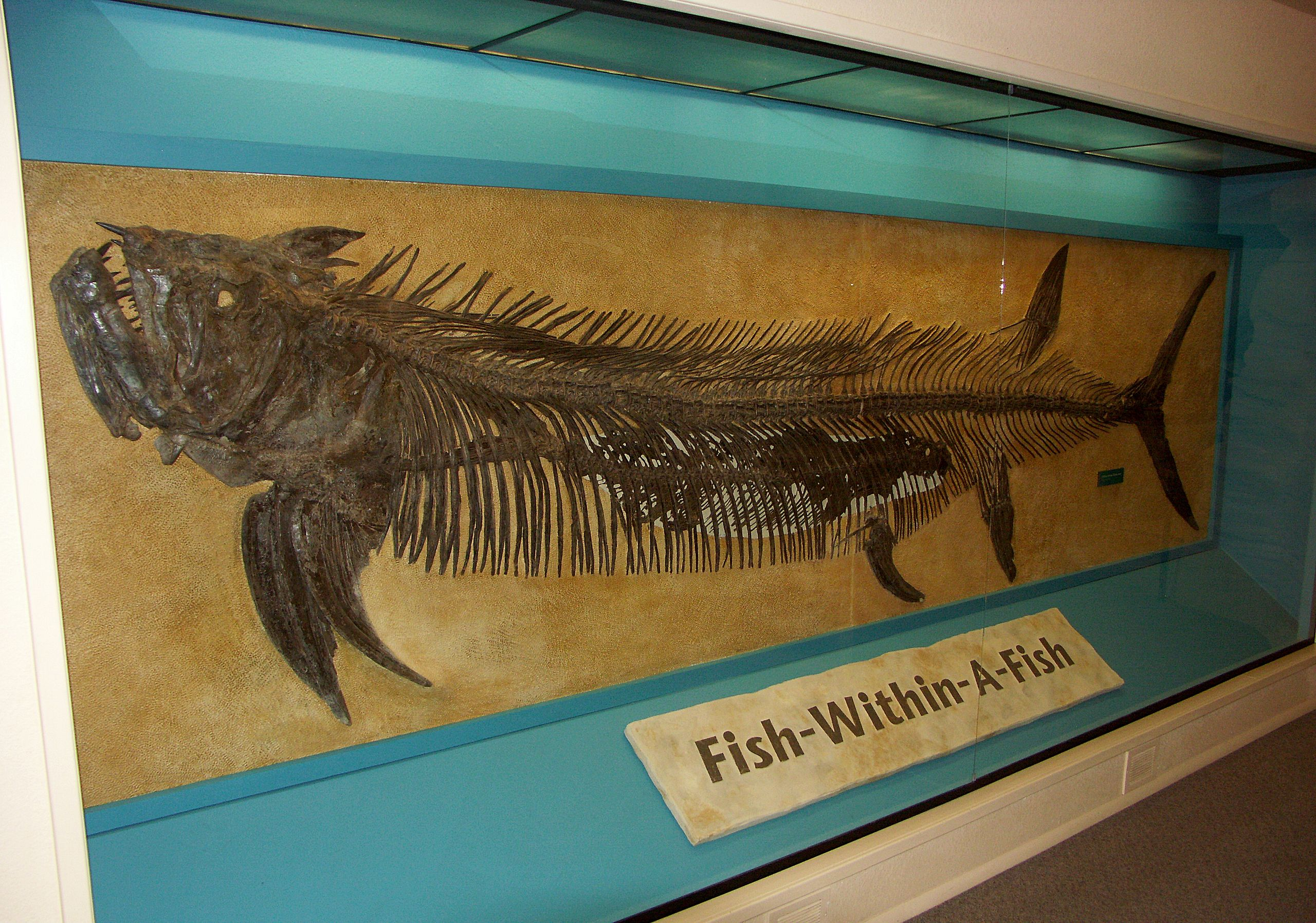
Spécimen de Xiphactinus audax ayant ingéré un spécimen de Gillicus
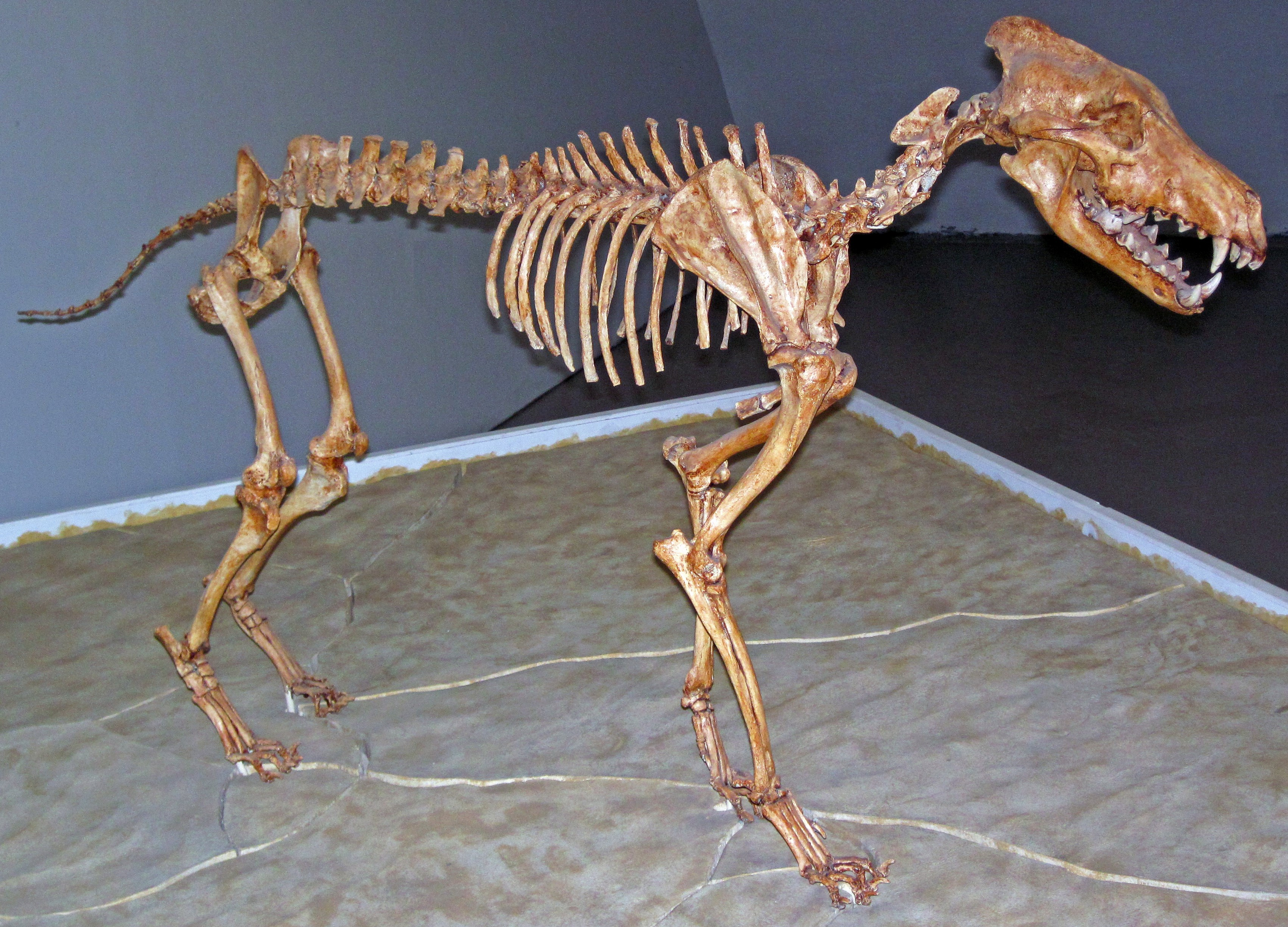
Squelette de loup fossile du Pléistocène d'Amérique du Nord.
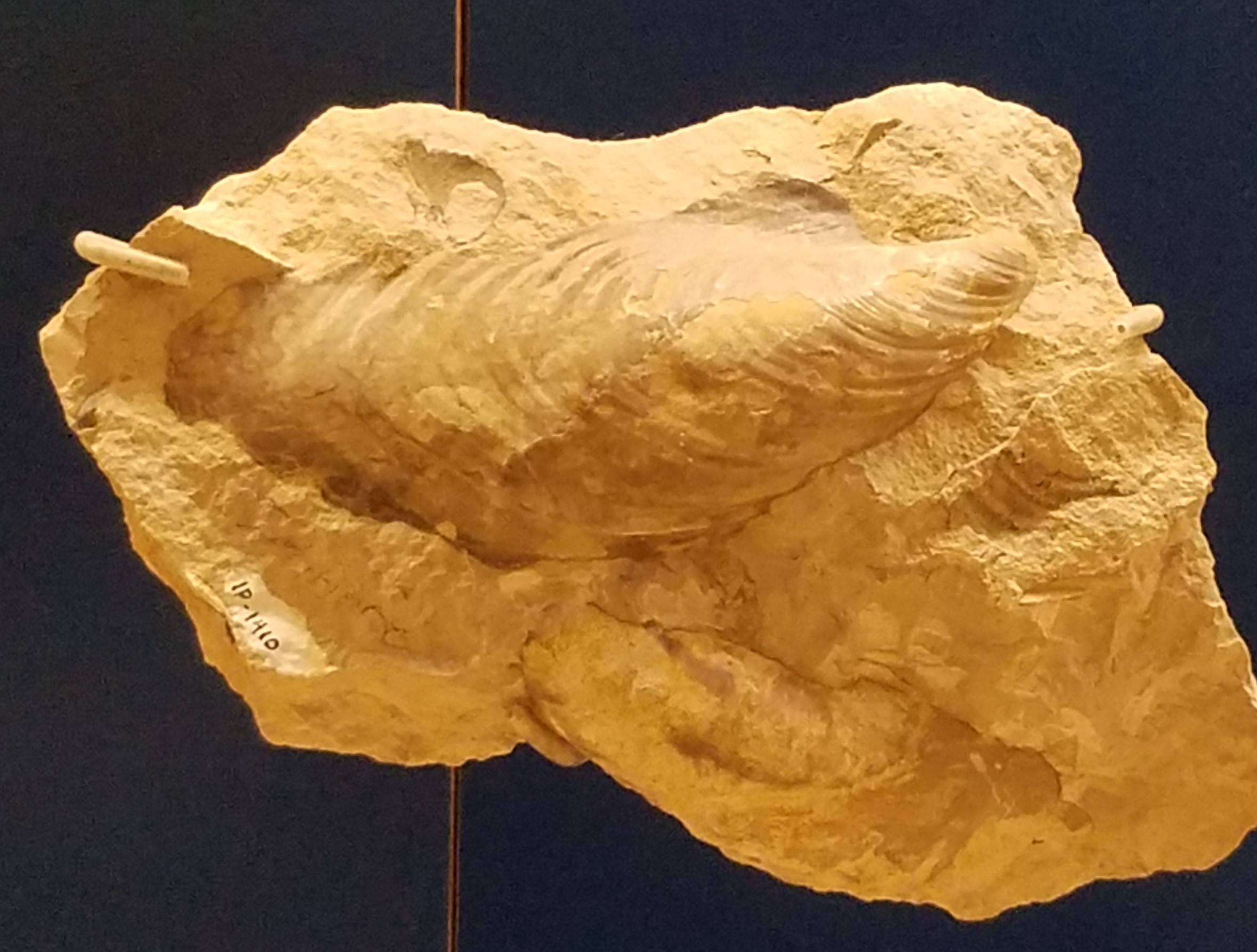
Spécimen d'Inoceramus labiatus, espèce éteinte de mollusques bivalves.
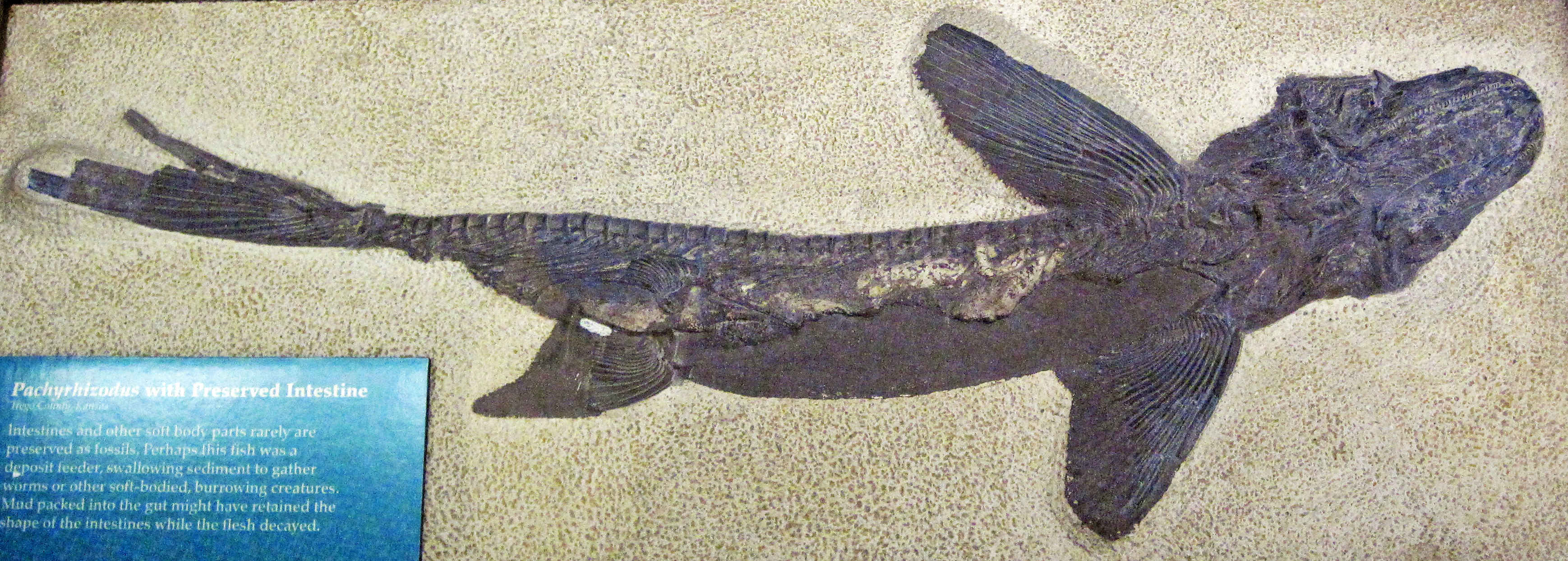
Pachyrhizodus aux intestins et autres parties molles du corps préservés.

### Géologie
La collection géologique est la plus petite des collections du musée. Elle comprend des échantillons représentatifs des principaux groupes de minéraux et de roches. La partie la plus importante de la collection est celle des météorites et des tectites. Le musée possède un échantillon de près de 85% des météorites tombées au Kansas. Il y a aussi une petite exposition de minéraux fluorescents. Les derniers spécimens de minéraux ont été recueillis au milieu des années 1990 à des fins d'expositions du nouveau musée.

### Paléobotanique
Plus de 100 000 spécimens de plantes fossiles se trouvent dans cette collection, dont presque tous sont des plantes vasculaires. Il contient une représentation exceptionnelle de plantes fossiles des Grandes Plaines, ainsi que la plus grande collection d'herbes fossiles au monde, dont plus de 1 000 types primaires. Les graminées, les cyperacées, les boraginacées, les ulmacées et autres plantes à fleurs du Tertiaire. Diverses plantes du Paléocène et Crétacé sont également particulièrement bien représentées.

### Botanique
Plus de 48 000 spécimens d'angiospermes sont conservés dans l'herbier Elam Bartholomew. La région des Plaines du centre de l'Amérique du Nord est particulièrement bien représentée, bien que d'importants programmes d'échanges menés par Bartholomew de 1887 à 1932 et F. W. Albertson de 1934 à 1942 aient incorporé des éléments importants d'autres régions dans la collection. L'herbier abrite également plus de 10 000 spécimens de champignons, dont 66 types primaires, prélevés par Elam Bartholomew et ses contemporains entre 1887 et 1934 et constitués principalement de champignons de rouille sur des plantes vasculaires hôtes.

### Entomologie
La collection d'entomologie contient plus de 100 000 insectes, représentant presque toutes les familles nord-américaines mais mettant l'accent sur les lépidoptères.

### Ichtyologie
La collection d'ichtyologie comprend près de 700 000 spécimens, provenant principalement des Grandes Plaines. Grâce à de récents contrats avec des organismes de protection de la faune des États et du gouvernement fédéral, cette collection prend rapidement de l'ampleur et est devenue un important dépôt régional pour les poissons des Grandes Plaines.

### Ornithologie
La collection d'ornithologie abrite plus de 5 000 spécimens dont environ 4 500 échantillons peaux et plus de 500 spécimens ostéologiques. La collection a été créée par Chuck Ely dans les années 1960. Au cours des décennies suivantes, Ely y a ajouté des milliers de spécimens. Cette collection présente également une excellente représentation de la variation de nombreux taxons des Grandes Plaines. Greg Farley est devenu conservateur de cette collection au milieu des années 1990. Farley et ses étudiants ont contribué de façon importante à l'enrichissement de cette collection en récupérant des centaines de spécimens qui sont utilisés par des ornithologues et des paléontologues à des fins de recherche variées. En 2001, Elmer Finck s'est joint à Farley dans la poursuite de ce travail.

### Herpétologie
La collection d'herpétologie comprend plus de 17 000 amphibiens, reptiles et tortues et croît à un rythme rapide avec l'arrivée de nouveaux spécimens régionaux. Certains spécimens étant représentés par des squelettes et des parties de peaux ayant été préservées par la fossilisation. La banque de tissus Sternberg d'herpetologie contient plus de 10 000 échantillons de tissus préservés de la plupart des taxons nord-américains. Ces tissus sont largement utilisés dans la recherche moléculaire sur l'ADN de même que la systématique, la phylogéographie et l'évolution.

### Mammalogie
Plus de 40 000 spécimens, dont 2 holotypes, sont conservés dans la collection de mammalogie du musée Sternberg. C'est l'une des collections de recherche les plus utilisées.

### Invertébré (non-insecte)
Cette collection relativement nouvelle se compose d'une grande variété d'invertébrés principalement aquatiques, à l'exclusion des insectes. Les mollusques d'eau douce et les crustacés constituent la majeure partie de ce groupe. La majorité des quelque 300 spécimens sont des pièces justificatives provenant de la recherche des professeurs ou des étudiants des cycles supérieurs et d'enquêtes régionales.

## Bibliothèque d'histoire naturelle Jerry R. Choate et Joseph T. Collins
Le musée abrite également la bibliothèque d'histoire naturelle Jerry R. Choate et Joseph T. Collins, inaugurée en 2011. Sa réalisation a été rendue possible grâce, d'une part, à la générosité de Joseph T. Collins et son épouse Suzanne qui firent don au musée Sterberg de toute la bibliothèque du Centre d'herpétologie nord-américain dont ils sont les fondateurs offrant, de ce fait, l'une des plus grandes collections herpétologiques privées américaines. D'autre part, Jerry R. Choate, éminent mammalogiste et ancien directeur du musée, et son épouse Fi ont fait don de leur collection personnelle à l'institution muséale. En plus de ces deux impressionnantes collections, le musée Sterberg reçu en donation un certain nombre de plus petites collections ayant enrichi sa bibliothèque. Parmi les autres donateurs importants figurent Richard Packauskas, Travis Taggart, Joseph Thomasson et Richard Zakrzewski.